# コンドル科
コンドル科 (コンドルか、学名 Cathartidae) は、鳥類タカ目の科である。
コンドル (スペイン語: cóndor) と総称されるが、狭義にはその1種をコンドルと呼ぶ。ただし英語では New World vultures と総称され、condors はその一部である。

## 特徴
両米の広い範囲に生息する。
腐肉食の昼行性猛禽類である。通常捕食はしない。旧大陸のハゲワシ類 (Old World vultures) に相当するニッチを占める。

## 系統と分類
コンドル科はタカ目 Accipitriformes の1科である。現生科ではタカ目（オウム目・スズメ目に近縁であることが判明したハヤブサ目 Falconiformes を除く）の中で最初に分岐し、残りのタカ亜目に対し単型のコンドル亜目に分類される。ただし化石科では、中新世/更新世のテラトルニス科がコンドル亜目に含まれる。
| コンドル亜目 | \| \| コンドル科 Cathartidae \| \| \| \| \| \| †テラトルニス科 Teratornithidae \| \| \| \| |
|              | \| \| コンドル科 Cathartidae \| \| \| \| \| \| †テラトルニス科 Teratornithidae \| \| \| \| |
|              | タカ亜目 Accipitri                                                                         |
|              |                                                                                            |
|              | コンドル科 Cathartidae                                                                     |
|              |                                                                                            |
|              | †テラトルニス科 Teratornithidae                                                            |
|              |                                                                                            |

|  | コンドル科 Cathartidae          |
|  |                                 |
|  | †テラトルニス科 Teratornithidae |
|  |                                 |

コンドル科とタカ亜目の類縁性は古くから信じられてきたものの、分子系統では弱くしか支持されていない。このことと、化石記録が古く始新世中期にまでさかのぼることから、古生物学界を中心に、コンドル科をタカ目とは別のコンドル目 Cathartiformes とする説もある。
かつてはコウノトリ科に近縁だとする説があった。19世紀に、左右の鼻腔が貫通しているなどの比較解剖学的形質が共通することが指摘された (Garrod 1873)。この説は長らく顧られなかったが、20世紀半ばに追加検証された (Ligon 1967)。20世紀末、SibleyなどによるDNAハイブリダイゼーションや初期のシーケンス解析によっても、コンドル科とコウノトリ科の類縁性は支持された。
これらの結果に応じ、Sibley & Ahlquist (1990) はコンドル科をコンドル亜科 Cathartinae としてコウノトリ科に含めた。アメリカ鳥学会 (AOU) はコンドル科をタカ目 Falconiformes からコウノトリ目に移した。AOU 南アメリカ分類委員会 (SACC) はコンドル科を目未定 incertae sedis とした。
しかし2000年代後半からの分子系統では、コウノトリ科とコンドル科の類縁関係は完全に否定された。コンドル科とタカ亜目の類縁性には若干の不確かさがあるものの、コンドル科はタカ亜目と共に land birds、コウノトリ科は water birds という強く支持された別々の大系統に属し、互いに近縁な可能性はない。初期の分子系統で得られた類縁性は短枝誘引（short-branch attraction、変異速度が遅い種同士がまとまる誤差）が原因のひとつである。AOU は2007年にコンドル科をタカ目 Falconiformes に戻し（その後の版でタカ目 Accipitriformes に分離した）、SACC はコンドル科を incertae sedis からコンドル目とした。

## 属と種
国際鳥類学会議 (IOC) による。5属7種。
- Cathartes ヒメコンドル属
  - Cathartes aura, Turkey Vulture, ヒメコンドル
  - Cathartes burrovianus, Lesser Yellow‐headed Vulture, キガシラコンドル (C. urubutinga)
  - Cathartes melambrotus, Greater Yellow‐headed Vulture, オオキガシラコンドル
- Coragyps
  - Coragyps atratus, Black Vulture, クロコンドル
- Sarcoramphus
  - Sarcoramphus papa, King Vulture, トキイロコンドル
- Gymnogyps
  - Gymnogyps californianus, California Condor, カリフォルニアコンドル
- Vultur
  - Vultur gryphus, Andean Condor, コンドル